# Elizabeth Astete
Esther Elizabeth Astete Rodríguez é uma política peruana que foi Ministra das Relações Externas do seu país de 18 de novembro de 2020 a 14 de fevereiro de 2021.

## Educação
Astete Rodríguez é formada em Relações Internacionais.

## Carreira
Astete Rodríguez é membro do Serviço Diplomático do Peru desde 1975, servindo como embaixadora no México, Equador e Suíça. Ela também foi Representante Permanente do Peru nas Nações Unidas em Genebra desde 2004.
Astete Rodríguez foi subsecretária de Assuntos Económicos do Ministério das Relações Externas do Peru em 2009.
Ela foi nomeada Ministra das Relações Externas pelo Presidente Francisco Sagasti no governo da Primeira-Ministra Violeta Bermúdez em 18 de novembro de 2020.

## Prémios e honras
- Medalha da Ordem do Mérito Nacional no grau de Comandante (Equador)[1]
- Serviços Distintos no Grau de Grã-Cruz[1]
- Ordem de Rio Branco, no grau de Grande Oficial.[7]